# Harakat
Los ḥarakāt (en árabe: حركات‎, literalmente «movimientos», en singular: haraká حَرَكَة) son signos diacríticos que se utilizan para vocalizar la escritura árabe e indicar sonidos que de otra forma no se verían representados en este alfabeto consonántico.
Dado que el alfabeto árabe sólo contiene caracteres para consonantes y vocales largas ( ā, ū, ī ), se desarrolló un sistema para representar las vocales cortas ( a, u, i ), las terminaciones nominales ( nunación ) y otras peculiaridades fonéticas (como la falta de vocales o la duplicación de consonantes).

## Historia
En la Arabia preislámica (Yahilía) y en los primeros tiempos del Islam no existían los harakat, ya que se suponía el conocimiento que los árabes tenían de su propia lengua para reconocer el sonido apropiado para cada letra. Con la expansión musulmana, los árabes se mezclaron con los ajam (no árabes) y se temió que la gente se confundiera al leer el Corán.
| Evolución de la escritura árabe cúfica primitiva (siglos IX-XI) | |                        |
| 1                                                               | Principios del siglo IX, escritura sin puntos ni diacríticos                                                                                                  |                        |
| 2                                                               | Siglos IX al X, bajo la dinastía abbasí, el sistema de Abu al-Aswad pone puntos rojos, el orden y la posición indican vocales cortas diferentes               |                        |
| 3                                                               | Más tarde, se utiliza un segundo sistema (ijam) de puntos negros para diferenciar entre letras como fā' y qāf                                                 |                        |
| 4                                                               | Siglo XI, el sistema de al-Farāhídi (el actual) cambia los puntos rojos por formas similares a las letras que representan las vocales largas correspondientes |                        |
| El ejemplo es la basmala: bismi-llāhi r-raḥmāni r-raḥīm         | El ejemplo es la basmala: bismi-llāhi r-raḥmāni r-raḥīm | بِسْمِ ٱللَّٰهِ ٱلرَّحْمَٰنِ ٱلرَّحِيمِ |

### Incidente entre Ziyad ibn Abiya y Abu al-Aswad
Se narra que el Muawiya ibn Abi Sufyán escribió a Ziyad ibn Abihi cuando era gobernador de Basora (45-53 AH) para que le enviara a su hijo Ubaydullah. Cuando Ubaydullah llegó a Muawiya, éste se dio cuenta de que arrastraba las palabras, por lo que Muawiya escribió a Ziyad reprochándole la mala pronunciación de su hijo. Basándose en lo anterior, Ziyad, gobernador de Basora durante el reinado de Muawiya bin Abi Sufyan, encargó a Abu al-Aswad ad-Du'ali que ideara una forma de reformar la lectura, y tuvo lugar una discusión entre Ziyad y Abu al-Aswad, ya que Abu al-Aswad temía que se añadiera al Corán lo que no estaba en él, por lo que Ziyad argumentó con él que Uzmán había escrito el Corán antes de que no estuviera escrito. Sin embargo, Abu al-Aswad, presa del miedo, rechazó la petición de Ziyad y le pidió que nombrara a otra persona. Ziyad quería motivar a Abu al-Aswad, así que puso a alguien para que alzara la voz en el Corán y lo pronunciara incorrectamente. El hombre de Ziyad leyó: "Y una proclamación de Alá y Su Mensajero a la gente en el día del Gran Hayy de que Alá es inocente de los politeístas y Su Mensajero" rompiendo la L de su Mensajero. Abu al-Aswad se entristeció por esto y dijo: "Es vergonzoso para Alá repudiar a Su Mensajero", e inmediatamente volvió a Ziyad y estuvo de acuerdo. Eligió a un escriba. Trazó los harakat (movimientos), que eran diferentes a los actuales.

### Harakat de Abu al Aswad
Los harakat de Abul Aswad eran diferentes de los actuales, ya que los dibujaba con tinta roja y tenían forma de puntos. Abu al-Aswad dijo a su escriba: "Coge un tinte rojo. Si ves que abro los labios hacia la letra, haz un punto encima; si la rompo, haz un punto debajo; si la uno, haz el punto entre las manos de la letra (es decir, delante de ella); si alguno de estos harakat va seguido de un canto, haz dos puntos" Dictó el Corán con cuidado mientras el escriba escribía hasta llegar al final del Corán. Abu al-Aswad examinaba cada página cuando el escriba la terminaba. Abu al-Aswad no marcaba el silencio, ya que consideraba que el descuido de los harakat eliminaba la necesidad de marcarlos. El método de Abu al-Aswad se extendió, pero sólo se utilizaba para el Corán.

### Después de Abu al-Aswad
Después del método de Abu al-Aswad, la gente añadió un signo para la entonación colocando dos puntos uno encima del otro. La gente de Medina aumentaron los signos de acentuación con dos corchetes, colocándolo encima de la letra acentuada abierta, debajo de la letra acentuada acierta y a la izquierda de la letra acentuada cerrada. Colocaron el punto de la abertura dentro del corchete, la fractura debajo de su joroba y el dígito a su izquierda, luego prescindieron del punto y giraron el corchete con el dígito y la fractura y lo mantuvieron en su original con la abertura. Los de Basora añadieron un guion horizontal encima de la letra, separado de ella, de la siguiente forma -.

### Al-Farahidi y los Harakat modernos
En la época abbasí, al-Jalil ibn Ahmad al-Farahidi cambió el dibujo de los harakat para que la gente pudiera escribir con el mismo color de tinta, ya que el punteado Ijam (el punteado para distinguir entre diferentes letras como G, H y K) se había popularizado en su época después de que lo añadieran a la escritura árabe los alumnos de Abu al-Aswad, Nasr ibn Asim y Yahya ibn Yammar, por lo que era necesario cambiar el dibujo de los harakat para que el lector pudiera distinguir entre el punteado de harakat y el punteado Ijam. Hizo de la apertura una pequeña alef diagonal encima de la letra, de la kisra una pequeña yah debajo de la letra y de la dhimma una pequeña waw encima. Si la letra es mununun, reitera el harakat. También incluía otros harakat. El sistema que adoptó es muy parecido a la forma en que se dibujan los harakat hoy en día.

## Signos
Los harakat toman forma de pequeños signos auxiliares y se colocan encima o debajo de la letra.

### Vocales cortas
- Fatḥa (فَتْحَة), una pequeña barra por encima, representa una a corta.
- Kasra (كَسْرَة), una pequeña barra por debajo, representa una i corta.
- Ḍamma (ضَمَّة), una especie de pequeña wāw por encima, representa una u corta.

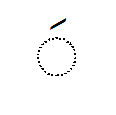
Fatha (“a” corta)
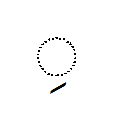
Kasra (i corta)
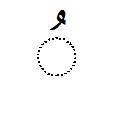
Ḍamma (“u” corta)

### Nunación
- Se representan duplicando los signos de vocal corta: damma (es una ligadura de dos wāw), kasra o fatḥa. El signo resultante llama dammatan, kasratan y fatḥatan y  marcan las terminaciones nominales -un, -in y -an.

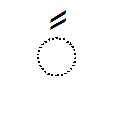
Fathatan (“-an”)
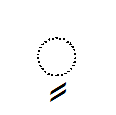
Kasratan (“-in”)
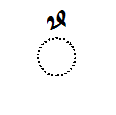
Dammatan (“-un”)

### Lista de signos
1. Shádda (شَدَّة, o tashdīd تَشْدِيد), una pequeña sīn (س), marca una duplicación (geminación) de la consonante. La fatḥa y damma se colocan encima de la shadda, la kasra debajo.
2. Sukūn (سُكُونْ, o yazma), un pequeño círculo, indica que la consonante no va seguida de una vocal. Fatḥa antes (en escritura y lectura árabe) de wāw con sukūn indica el diptongo árabe au; fatḥa antes de yā' con sukūn indica el diptongo árabe ai.
3. Fatḥa y kasra (explicado arriba)
4. Álif janyarīa (أَلِف خَنْجَرِيَّة), el “álif daga” –  también llamada álif perpendicular, se coloca encima, representa una ā larga que por motivos históricos no está marcada con un álif normal.
5. Ḍamma (explicado arriba)
6. Dammatan (ligadura de dos damma, explicado arriba)
7. Hamza (هَمْزة) representa la apertura glotal, es decir, es parcialmente vocal, y (según reglas bastante complicadas) casi siempre tiene una letra portadora (álif, wāw o yā').
8. Madda (مَدَّة) representa la secuencia de sonido (que separa) Hamza + ā larga y se utiliza para evitar dos alif consecutivos. También está siempre por encima del álif.
9. Wasla (وَصْلَة) representa el llamado “hamza conector” al principio de la palabra, que (para evitar la doble consonancia) no se pronuncia como un tiempo glótico. Siempre está encima de un álif.

Shadda (consonante doble)
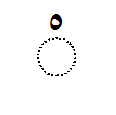
Sukūn (sin vocal)
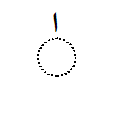
“Alif daga”
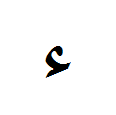
Hamza
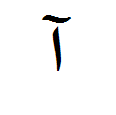
Alif madda
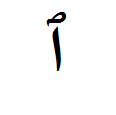
Alif wasla

## Uso
Estos caracteres adicionales se utilizan casi exclusivamente poemas, textos religiosos o para estudiantes de idiomas. Como regla general, no aparecen en los periódicos ni libros normales. Para poder leer un texto sin harakat, es decir, no vocalizado, es necesario saber la pronunciación de cada palabra o al menos dominar las estructuras gramaticales, el sistema de raíces y las estructuras modelo de la lengua árabe. 

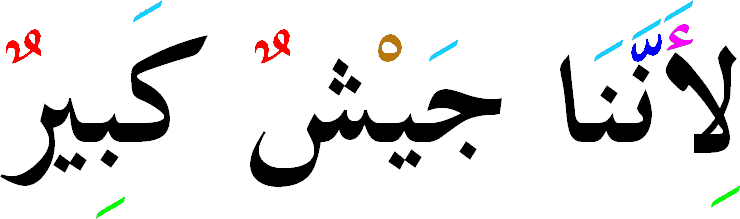
Texto de ejemplo: li-ʾannanā ǧaišun kabīrun (“porque somos un gran ejército”) con caracteres auxiliares kasra, hamza, fatha, shadda, sukūn y dammatan.

## Enlaces web
- Herramienta de vocalización para escritura árabe (árabe/inglés)

- Datos: Q775724
- Multimedia: Arabic diacritics / Q775724